# Aphanius danfordii
Aphanius danfordii är en fiskart som först beskrevs av Boulenger, 1890.  Aphanius danfordii ingår i släktet Aphanius och familjen Cyprinodontidae. Inga underarter finns listade i Catalogue of Life.